# Ba mươi sáu ca tiên
Ba mươi sáu ca tiên (三十六歌仙 Sanjūrokkasen) (Tam thập lục ca tiên) là một nhóm các nhà thơ Nhật Bản của thời kỳ Asuka, Nara và thời kỳ Heian, được chọn lựa bởi Fujiwara no Kintō ra làm những tấm gương cho khả năng thi phú thơ ca của người Nhật. Tuyển tập lâu đời nhất còn được lưu giữ lại các tác phẩm của 36 thi nhân là Nishi Honganji Sanju-rokunin Kashu ("bộ sưu tập 36 các nhà thơ Nishi Honganji") năm 1113. Các nhóm nhà thơ Nhật tương tự bao gồm Nyōbō Sanjūrokkasen (女房三十六歌仙) "Nữ phòng tam thập lúc ca tiên" của thời kỳ Kamakura, được thành lập riêng biệt bởi các cung nữ, và nhóm Chūko Sanjūrokkasen (中古三十六歌仙) (Trung cổ tam thập lúc ca tiên), hay là Ba mươi sáu ca tiên Trung Cổ của thời kỳ Heian, được lựa chọn bởi Fujiwara no Norikane (1107–1165). Danh sách này đã thay thế một nhóm cũ hơn trước đó được gọi là Lục Ca Tiên (六歌仙).

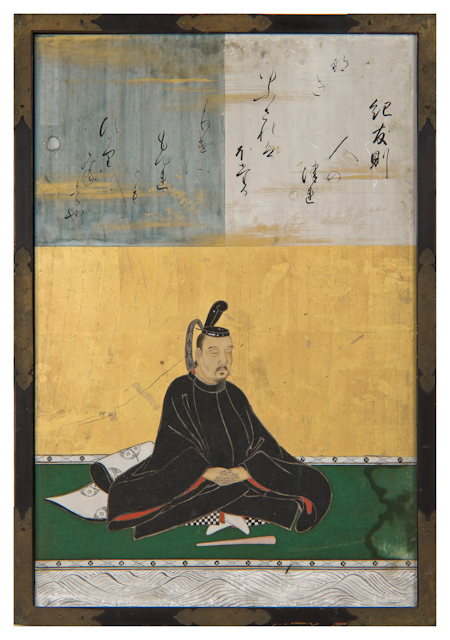
Ki no Tomonori bởi Kanō Tan'yū, 1648

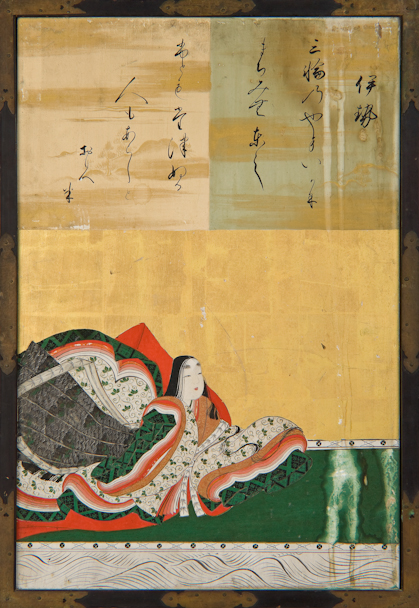
Bức tranh Quý bà Ise bởi Kanō Tan'yū, 1648.

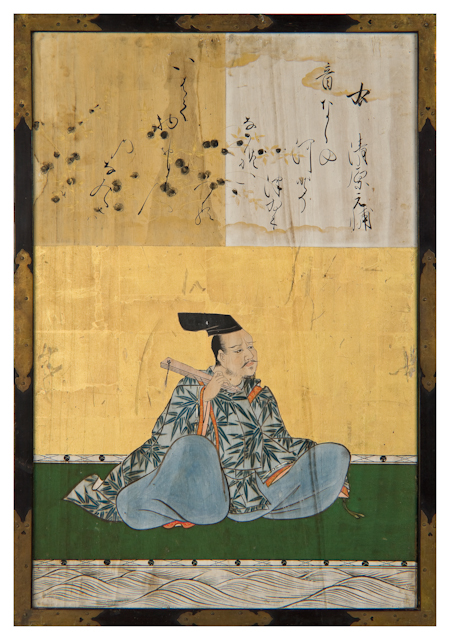
Kiyohara no Motosuke bởi Kanō Yasunobu, 1648

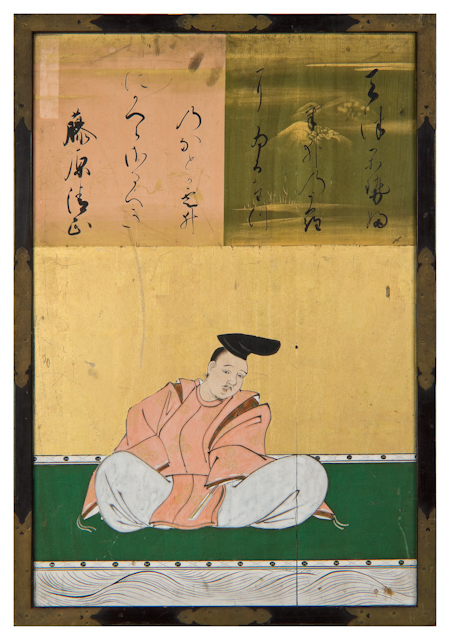
Fujiwara no Kiyotada bởi Kanō Naonobu, 1648

Các bức chân dung (về cơ bản là vẽ từ tưởng tượng) của nhóm rất danh tiếng trong hội họa Nhật Bản và các bản khắc gỗ sau này, và thường được treo trong các ngôi đền.

## Ba mươi sáu ca tiên của Kintō
1. Kakinomoto no Hitomaro
2. Ki no Tsurayuki
3. Ōshikōchi Mitsune
4. Lady Ise
5. Ōtomo no Yakamochi
6. Yamabe no Akahito
7. Ariwara no Narihira
8. Henjō
9. Sosei
10. Ki no Tomonori
11. Sarumaru no Taifu
12. Ono no Komachi
13. Fujiwara no Kanesuke
14. Fujiwara no Asatada
15. Fujiwara no Atsutada
16. Fujiwara no Takamitsu
17. Minamoto no Kintada
18. Mibu no Tadamine
19. Saigū no Nyōgo
20. Ōnakatomi no Yorimoto
21. Fujiwara no Toshiyuki
22. Minamoto no Shigeyuki
23. Minamoto no Muneyuki
24. Minamoto no Saneakira
25. Fujiwara no Kiyotada
26. Minamoto no Shitagō
27. Fujiwara no Okikaze
28. Kiyohara no Motosuke
29. Sakanoue no Korenori
30. Fujiwara no Motozane
31. Ōnakatomi no Yoshinobu
32. Fujiwara no Nakafumi
33. Taira no Kanemori
34. Mibu no Tadami
35. Kodai no Kimi
36. Nakatsukasa

## Ba mươi sáu nữ ca tiên (Nữ phòng tam thập lục ca tiên)
Bài viết chính↗︎
Nyōbō Sanjūrokkasen (女房三十六歌仙), được tập hợp vào thời kỳ Kamakura, nhắc tới ba mươi sáu nữ thi nhân (tiên nhân) thơ ca:
1. Ono no Komachi
2. Ise
3. Nakatsukasa
4. Kishi Joō
5. Ukon
6. Fujiwara no Michitsuna no Haha
7. Uma no Naishi
8. Akazome Emon
9. Izumi Shikibu
10. Kodai no Kimi
11. Murasaki Shikibu
12. Koshikibu no Naishi
13. Ise no Taifu
14. Sei Shōnagon
15. Daini no Sanmi
16. Takashina no Kishi
17. Yūshi Naishinnō-ke no Kii
18. Sagami
19. Shikishi Naishinnō
20. Kunai-kyō
21. Suō no Naishi
22. Fujiwara no Toshinari no Musume
23. Taikenmon'in no Horikawa
24. Gishūmon'in no Tango
25. Kayōmon'in no Echizen
26. Nijōin no Sanuki
27. Kojijū
28. Go-Toba-in no Shimotsuke
29. Ben no Naishi
30. Gofukakusa-in no shōshō no naishi
31. Inpumon'in no Tayū
32. Tsuchimikado In no Kosaishō
33. Hachijō-in Takakura
34. Fujiwara no Chikako
35. Shikikenmon'in no Mikushige
36. Sōhekimon'in no Shōshō

## Ba mươi sáu ca tiên mới (Tân tam thập lục ca tiên)
Có ít nhất là hai nhóm các nhà thơ Nhật Bản được gọi là Ba mươi sáu ca tiên mới (新三十六歌仙 (Tân tam thập luc ca tiên) Shinsanjūrokkasen)
- Một nhóm được chọn ra bởi Fujiwara no Mototoshi (Thời kỳ Heian)
- Một nhóm bao gồm các nhà thơ chủ yếu là của thời kỳ Kamakura; ai đã lựa chọn ra nhóm này thì còn chưa được biết.

Thuật ngữ này thường đề cập đến nhóm thứ hai:
1. Emperor Go-Toba
2. Emperor Tsuchimikado
3. Emperor Juntoku
4. Emperor Go-Saga
5. Prince Masanari của Rokujō-no-Miya
6. Prince Munetaka của Kamakura-no-Miya
7. Prince Dōjonyūdō
8. Prince Shikishi
9. Kujō Yoshitsune
10. Kujō Michiie
11. Saionji Kintsune
12. Koga Michiteru
13. Saionji Saneuji
14. Minamoto no Sanetomo
15. Kujō Motoie
16. Fujiwara no Ieyoshi
17. Jien
18. Gyōi
19. Minamoto no Michitomo (Horikawa Michitomo)
20. Fujiwara no Sadaie
21. Hachijō-in Takakura
22. Shunzei's Daughter
23. Go-Toba-in Kunaikyō
24. Sōheki Mon'in no Shōshō
25. Fujiwara no Tameie
26. Asukai Masatsune
27. Fujiwara no Ietaka
28. Fujiwara no Tomoie
29. Fujiwara no Ariie
30. Hamuro Mitsutoshi
31. Fujiwara no Nobuzane
32. Minamoto no Tomochika
33. Fujiwara no Takasuke
34. Minamoto no Ienaga
35. Kamo no Chōmei
36. Fujiwara no Hideyoshi

## Ba Mươi Sáu Ca Tiên Hậu Cổ Điển
ja:中古三十六歌仙

## Xem Thêm
- Rokkasen
- Nishi Honganji Sanju-rokunin Kashu

## Hình ảnh

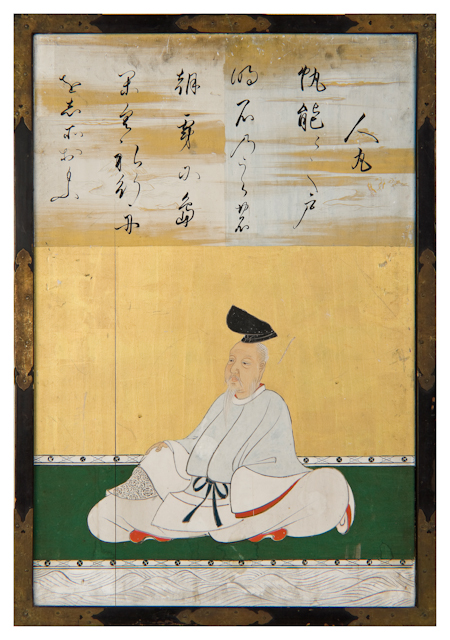
Kakinomoto no Hitomaro 柿本人麻呂
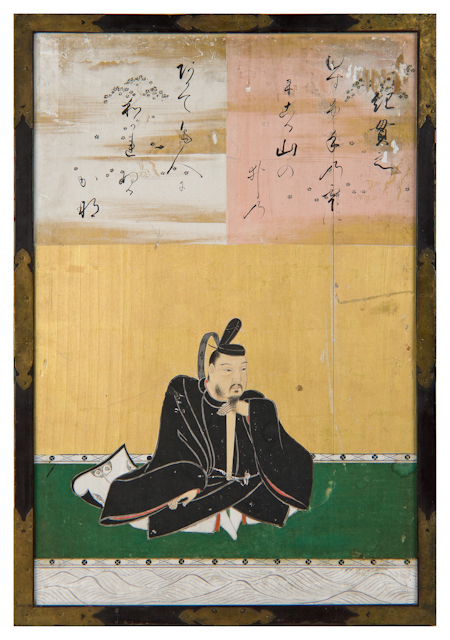
Ki no Tsurayuki 紀貫之
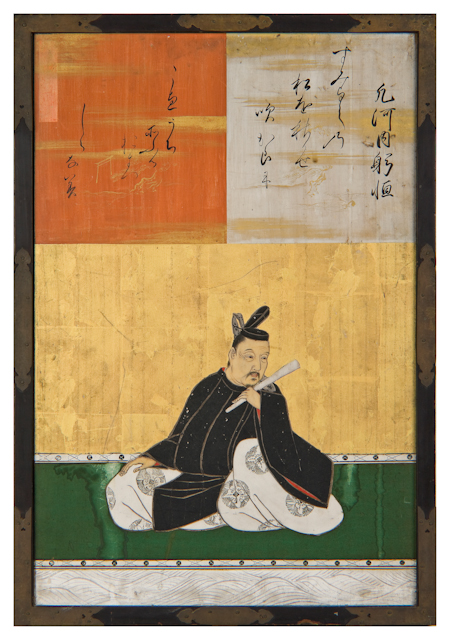
Ōshikōchi no Mitsune 凡河内躬恒
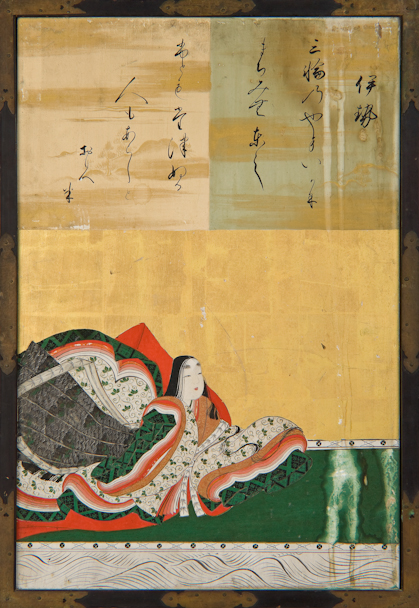
Quý bà Ise 伊勢
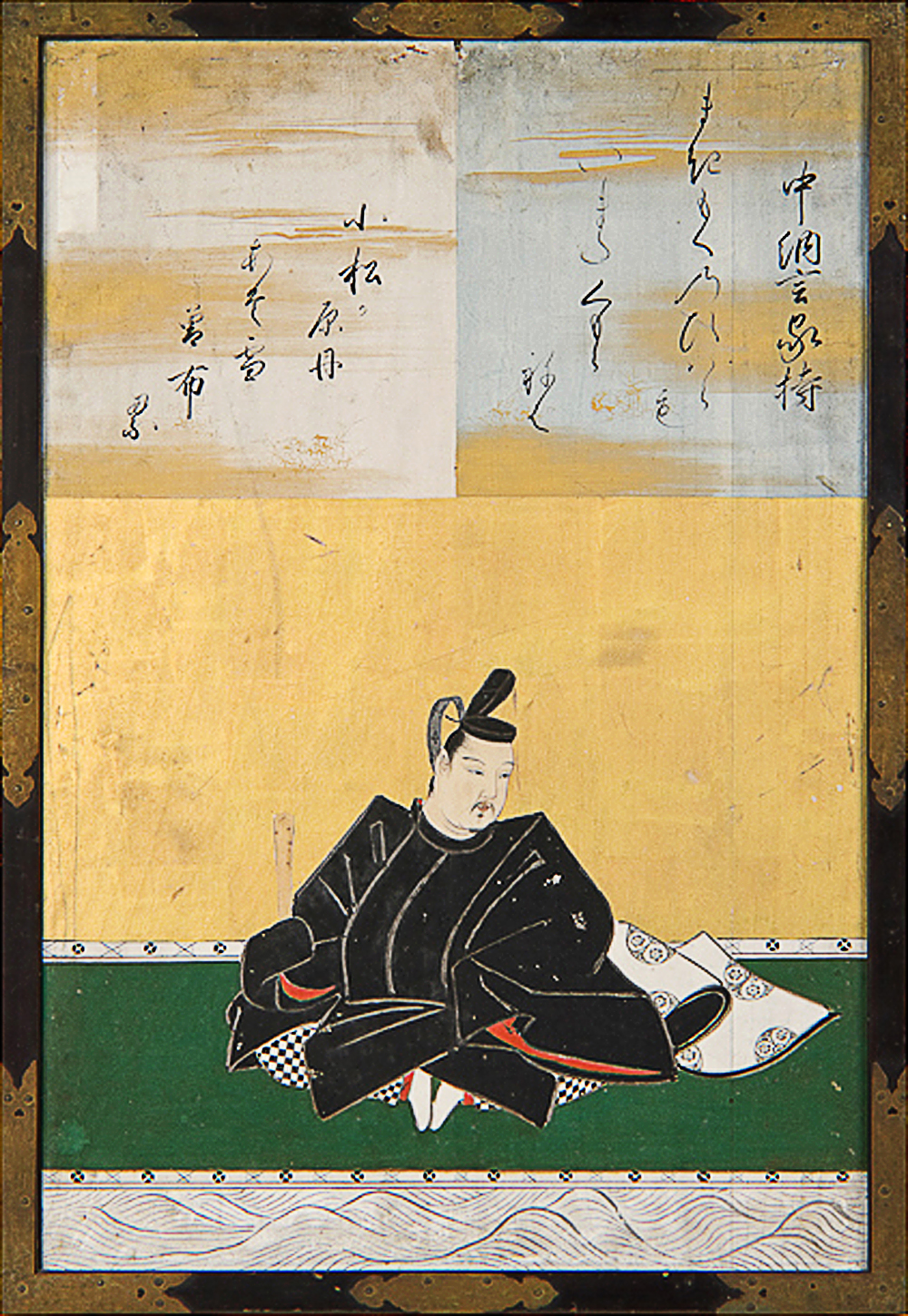
Chūnagon Yakamochi 中納言家持
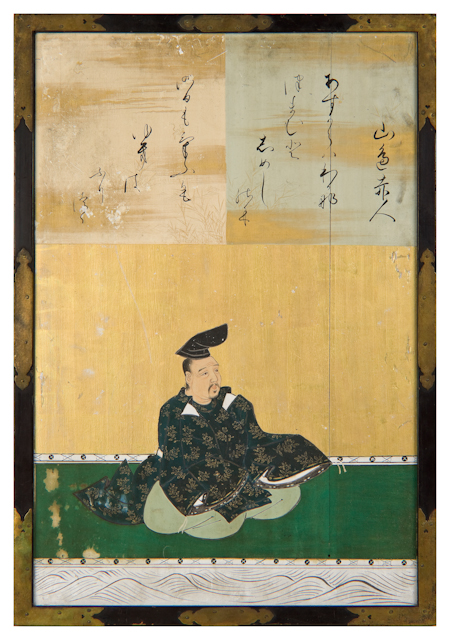
Yamabe no Akahito 山部赤人
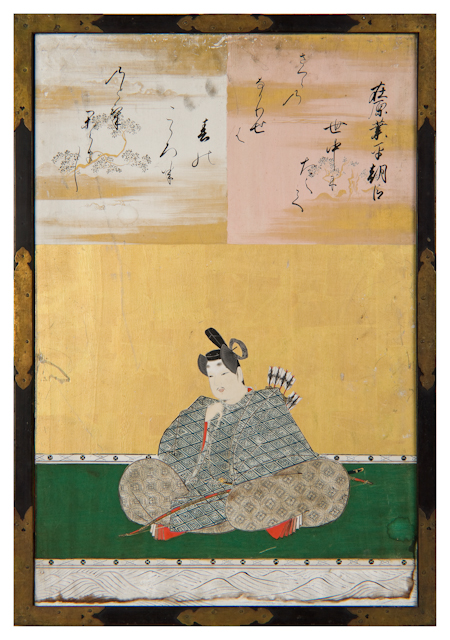
Ariwara no Narihira Ason 在原業平朝臣
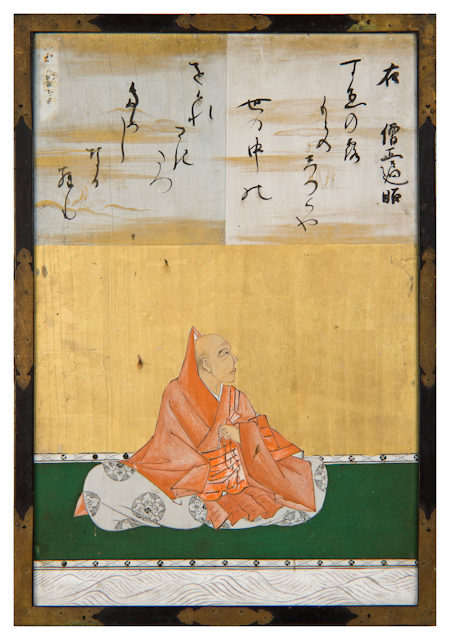
Sōjō Henjō 僧正遍昭
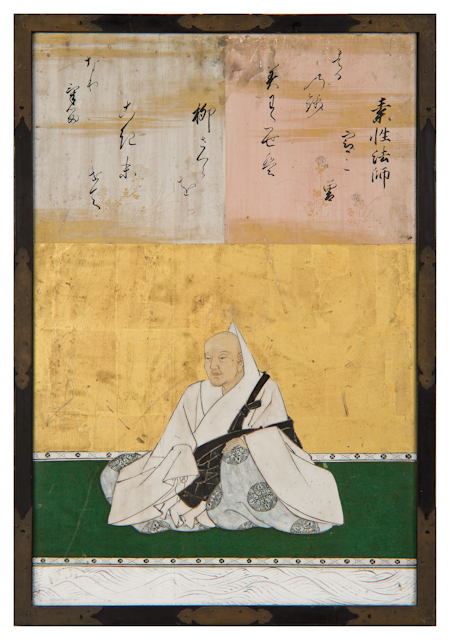
Sosei Hōshi 素性法師
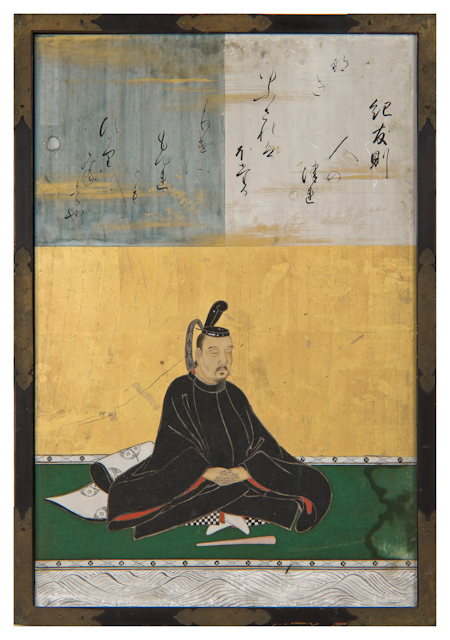
Ki no Tomonori 紀友則
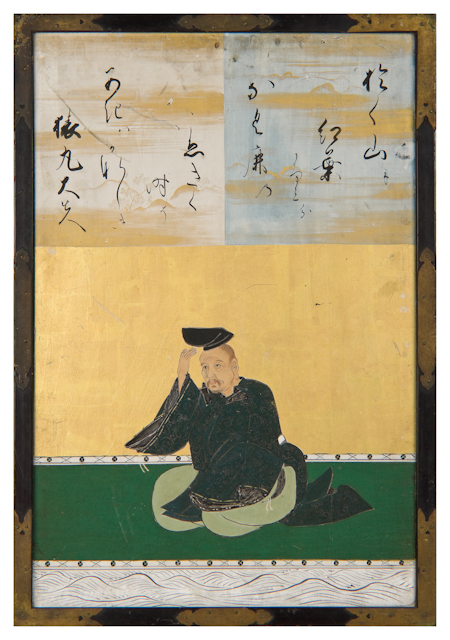
Sarumaru no Dayū 猿丸大夫
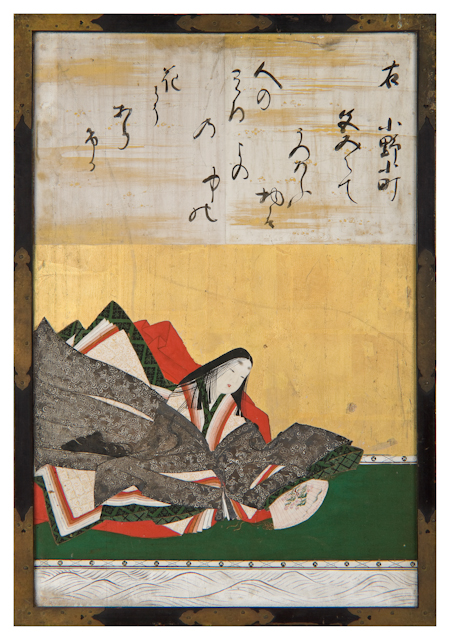
Ono no Komachi 小野小町
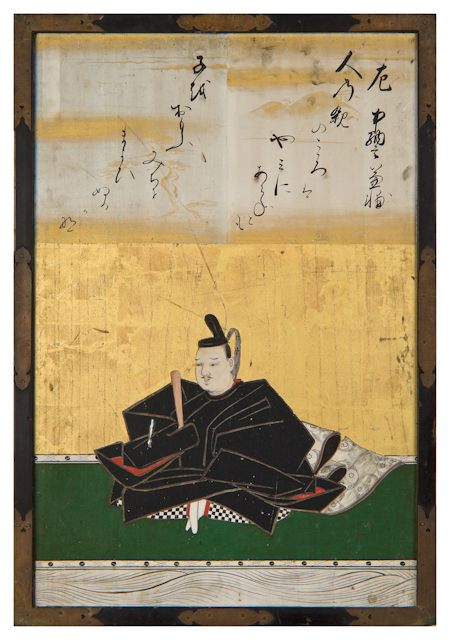
Chūnagon Kanesuke 中納言兼輔
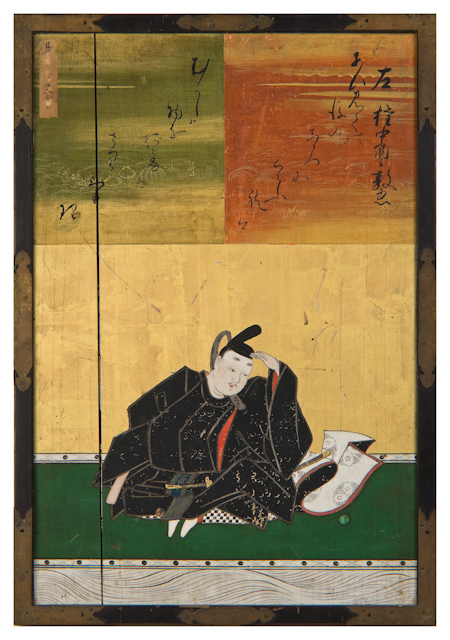
Gon Chūnagon Atsutada 権中納言敦忠
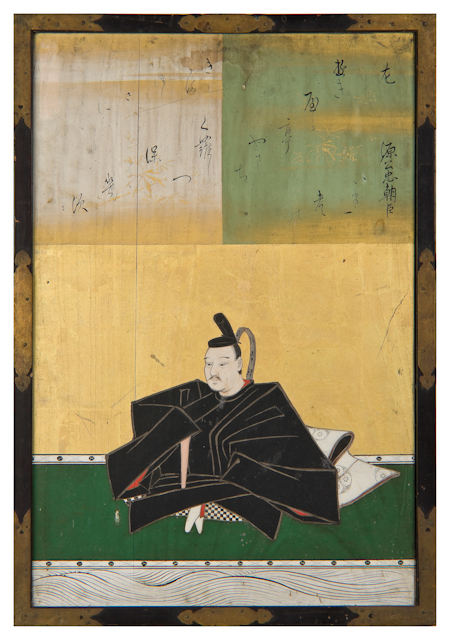
Miyamoto no Kintada Ason 源公忠朝臣
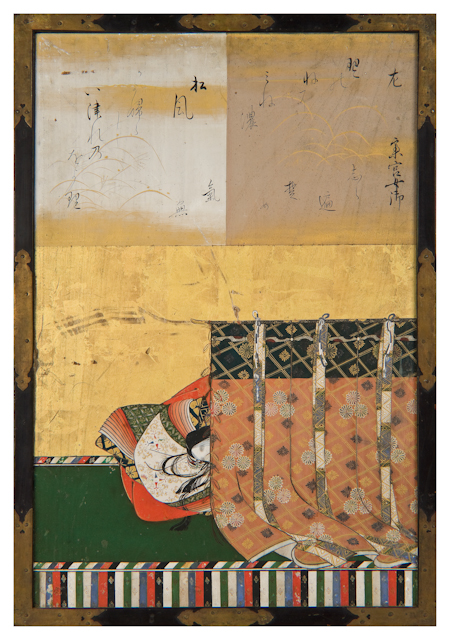
Saigū no Nyōgo 斎宮女御
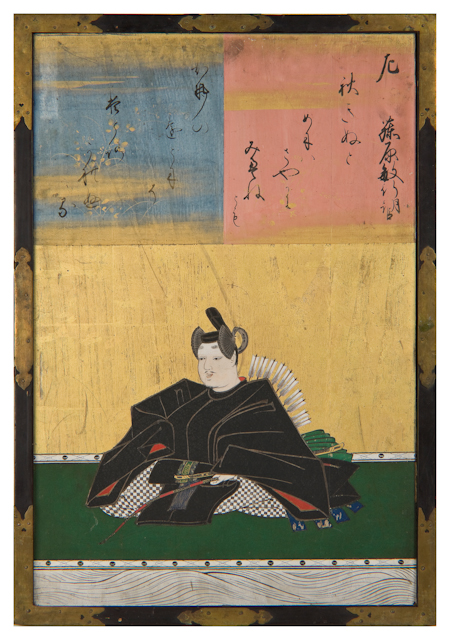
Fujiwara no Toshiyuki Ason 藤原敏行朝臣
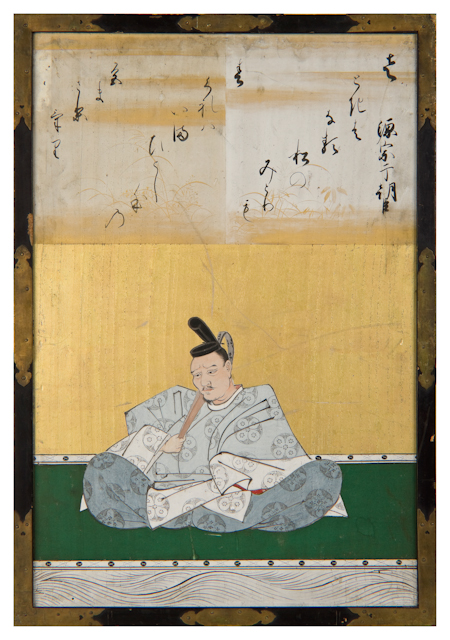
Minamoto no Muneyuki Ason 源宗于朝臣
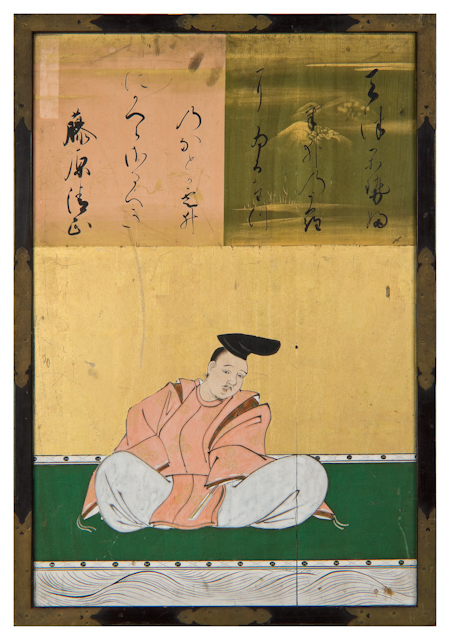
Fujiwara no Kiyotada 藤原清正
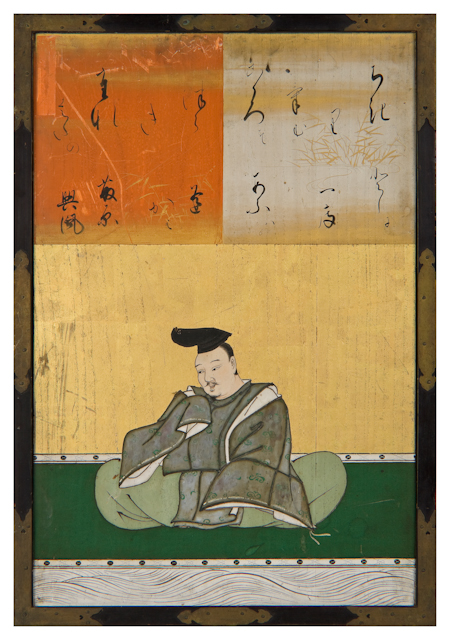
Fujiwara no Okikaze 藤原 興風
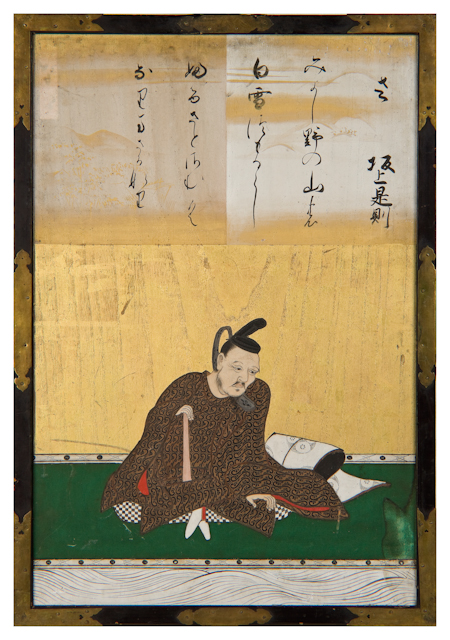
Sakanoue no Korenori 坂上是則
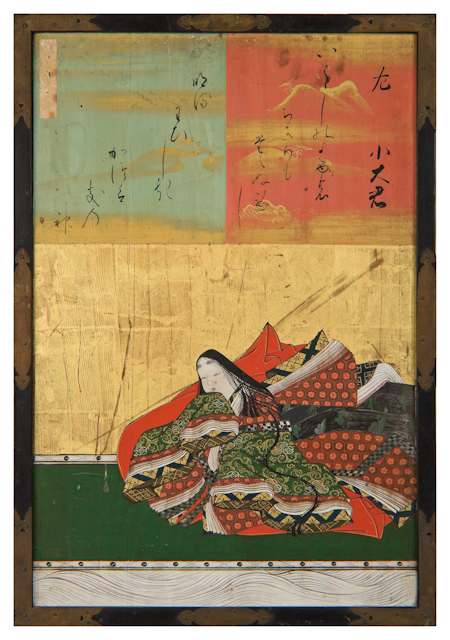
Kodai no Kimi 小大君
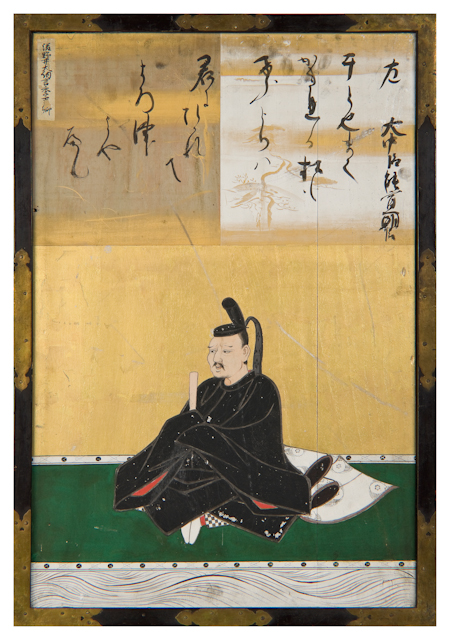
Ōnakatomi no Yoshinobu Ason 大中臣能宣朝臣
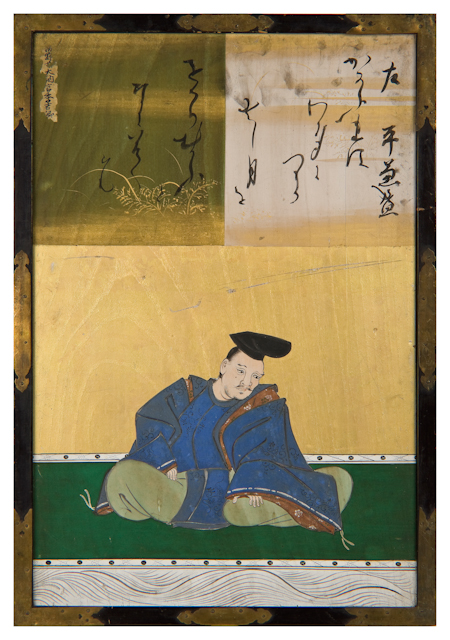
Taira no Kanemori  平兼盛
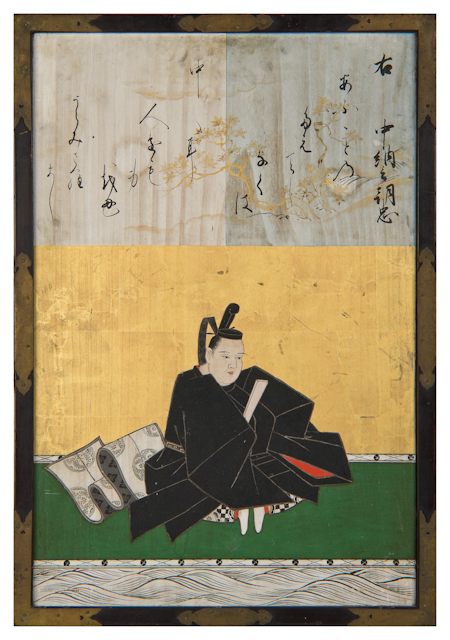
Chūnagon Asatada 中納言朝忠
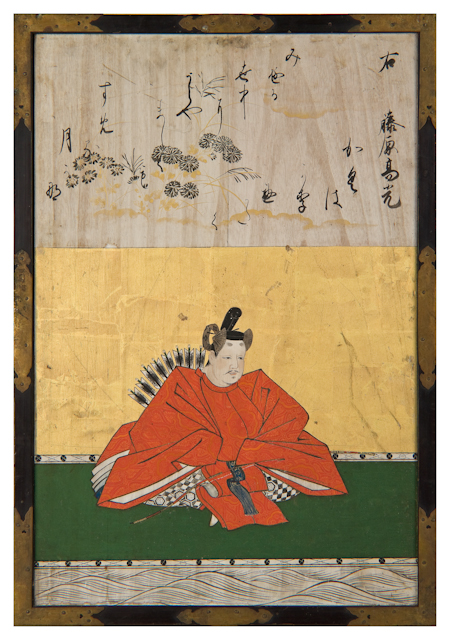
Fujiwara no Takamitsu 藤原高光
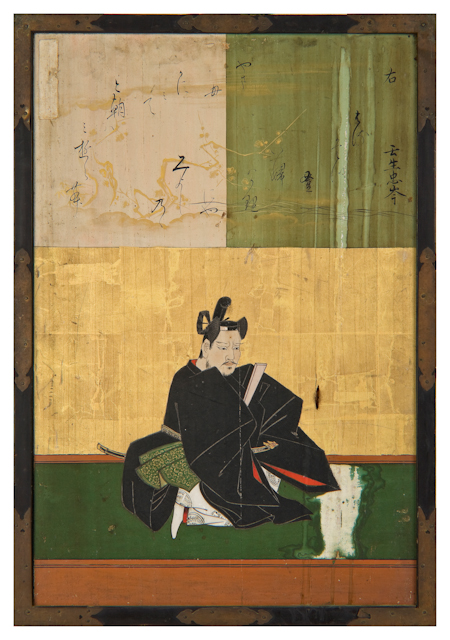
Mibu no Tadamine 壬生忠岑
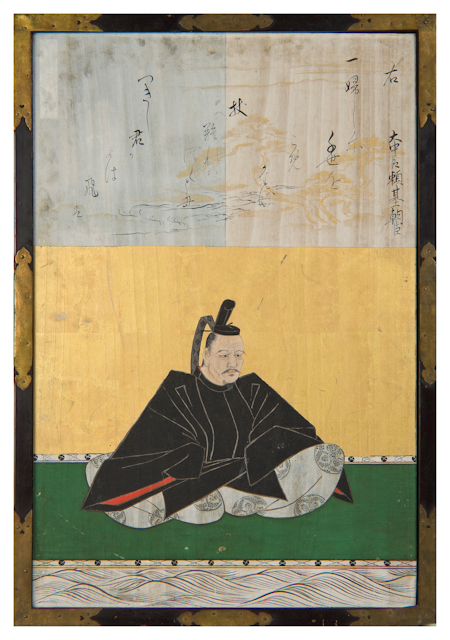
Ōnakatomi no Yorimoto Ason 大中臣賴基朝臣
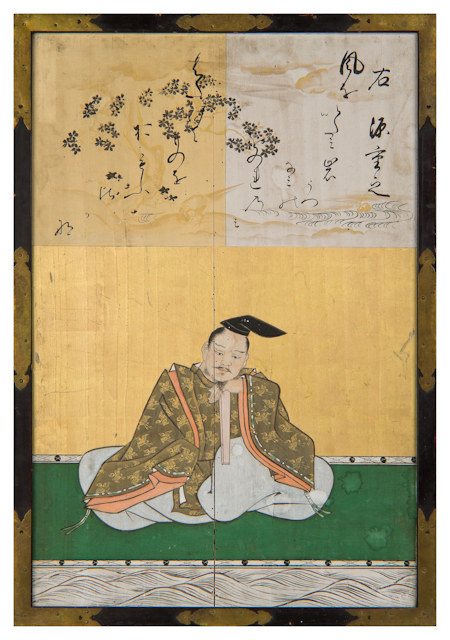
Minamoto no Shigeyuki 源重之
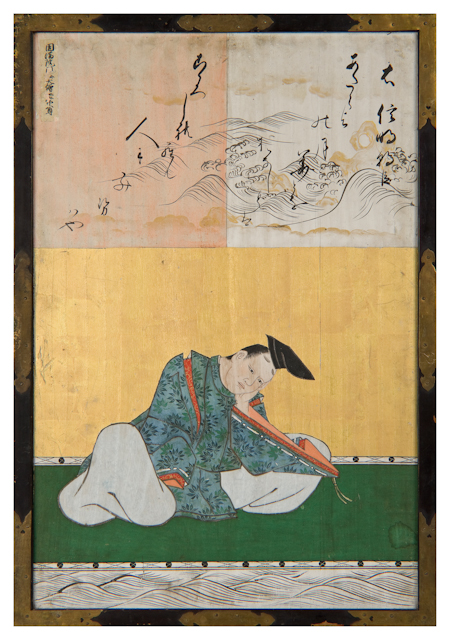
Minamoto no Saneakira Ason 源信明朝臣
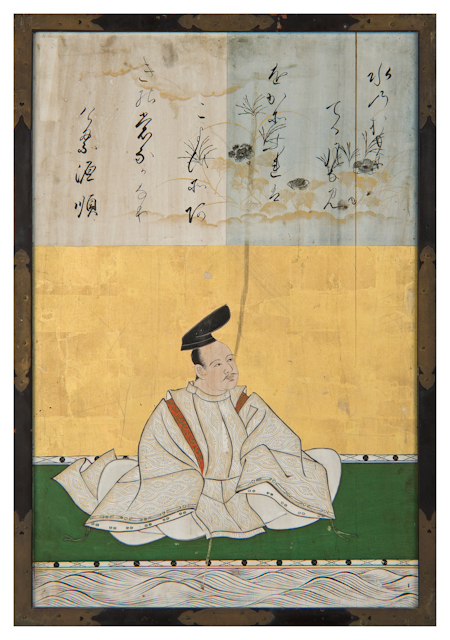
Minamoto no Shitagō 源順
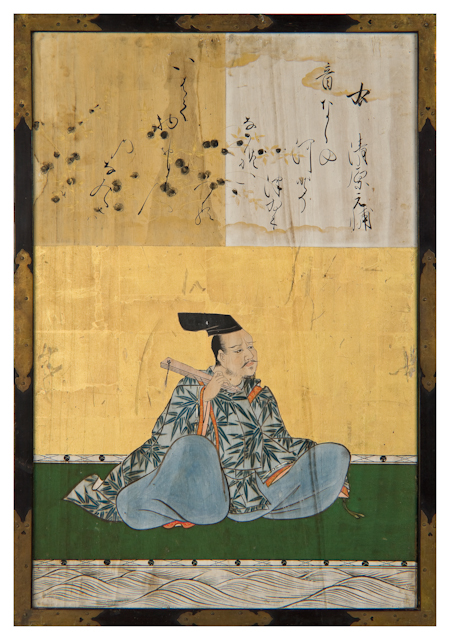
Kiyohara no Motosuke 清原元輔
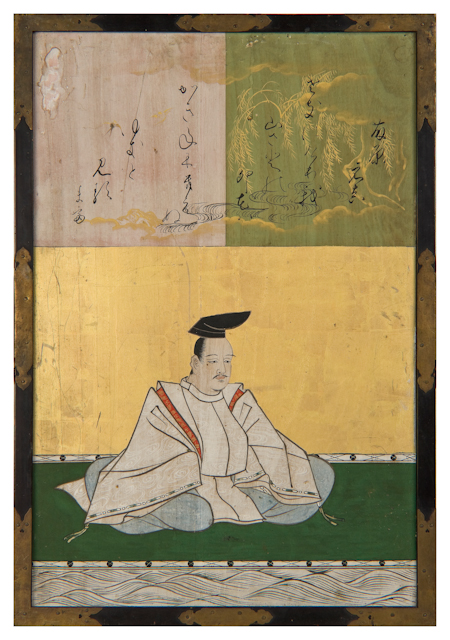
Fujiwara no Motozane 藤原元真
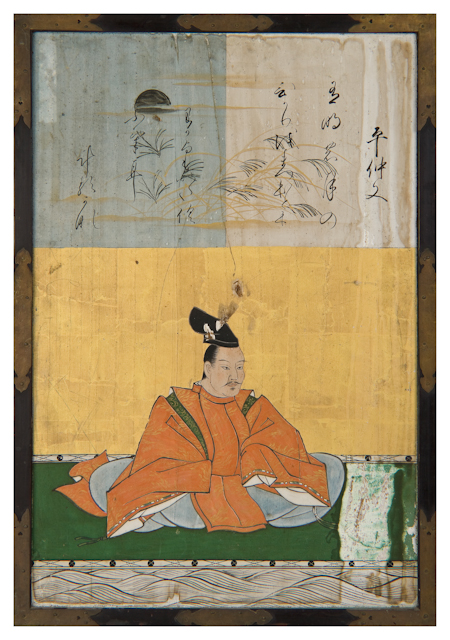
Fujiwara no Nakafumi 藤原仲文
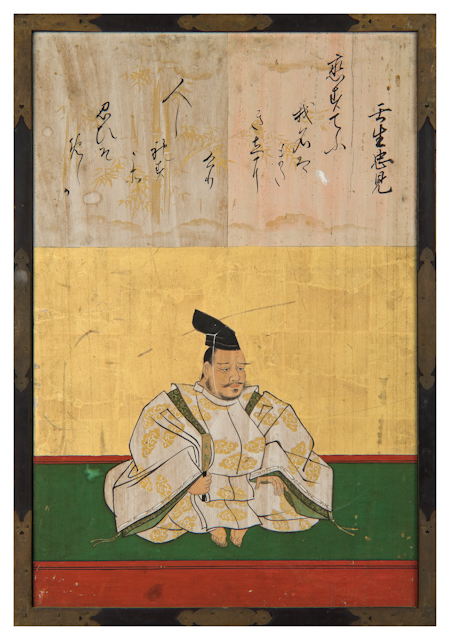
Mibu no Tadami 壬生忠見
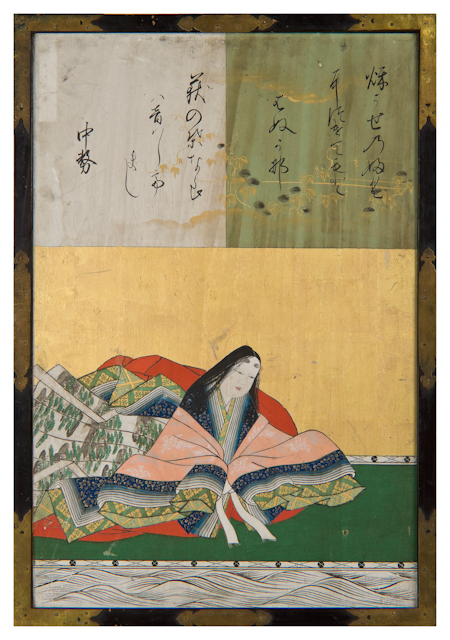
Nakatsukasa 中務

## Một số các sách liên quan
- 『三十六歌仙集評釋』千勝義重 他（1903）
- 『三十六歌仙繪卷』風俗繪卷圖畫刊行會（1917）
- 『三十六歌仙 上』風俗繪卷圖畫刊行會（1918）
- 『三十六歌仙 下』風俗繪卷圖畫刊行會（1918）
- 『三十六歌仙帖』松花堂昭乘 著（1918）
- 『三十六歌仙繪卷』後京極良經 他（1922）
- 『光悦筆三十六歌仙 上』福田翠光 著・画（1936）
- 『光悦筆三十六歌仙 下』福田翠光 著・画（1936）
- 『三十六歌仙』東京美術青年會（1962）
- 『歌仙：三十六歌仙繪』東京美術青年會（1972）
- 『彩色備前三十六歌仙』桂又三郎 著（1983）
- 『三十六歌仙繪と草薙の劍』大塚秀男 著（1984）
- 『繪卷切斷：佐竹本三十六歌仙の流轉』高島光雪・井上隆史 著（1984）
- 『佐竹本三十六歌仙繪卷』田中親美 著（1984）
- 『三十六歌仙繪』サントリー美術館（1986）
- 『江戶初期の三十六歌仙』藏中スミ 著（1996）
- 『三十六歌仙繪馬の世界』西合志町鄉土資料館（1997）
- 『三十六歌仙繪卷の流轉』高嶋光雪・井上隆史 著（2001）
- 『三十六歌仙叢考』新藤協三 著（2004）
- 『住吉大社と三十六歌仙額』内藤磐、内藤典子、内藤美奈、内藤亮 著（2009）
- 『三十六歌仙集』新藤協三、西山秀人、吉野瑞恵、徳原茂実 著（2012）

## Các liên kết ngoài
- Cuộn văn bản của Tam thập lục ca tiên Lưu trữ ngày 21 tháng 7 năm 2011 tại Wayback Machine
- Triển lãm các nghệ thuật Nhật Bản Lưu trữ ngày 19 tháng 8 năm 2014 tại Wayback Machine